# Śrem
Śrem (udtale: [ɕrɛm]; tysk: Schrimm)  er en by i den sydlige centrale  del af  voivodskabet Storpolen i  det vestlige centrale del af Polen. Byen   har 28.835(2021) indbyggere og et areal på	12,37  km², og er administrationsby i   powiatet Śrem. 

## Historie
Śrem blev grundlagt i anden halvdel af det 10. århundrede i den nye polske stats vugge, da en befæstet bosættelse, som beskyttede vadestedet på tværs af Warta på en vigtig handelsrute fra Schlesien til Poznań, blev opført på højre bred af Warta-floden, og snart udviklede en handelsby sig på venstre bred. Det er nummereret blandt de ældste Lekhitiske bosættelser. Śrem modtog stadsrettigheder fra hertugerne Bolesław den fromme og Przemysł 1. af Storpolen i 1253, samme år som Poznań.
Śrem udviklede sig hurtigt og i det 14. århundrede blev det en kongeby for Kongeriget Polens krone og sæde for lokale kongelige embedsmænd ( starosta). Administrativt var det placeret i Poznań voivodeskab i Storpolen. Dens storhedstid var i første halvdel af 1400-tallet og anden halvdel af 1500-tallet. Senere førte lange krige, epidemier og naturkatastrofer til tilbagegang i Śrem, ligesom i mange andre byer i Storpolen-regionen. 
I slutningen af 1700-tallet bosatte den polske jurist, digter, politiske og militære aktivist, Józef Wybicki, bedst kendt som forfatteren af teksterne til polens nationalsang Polen er endnu ikke tabt, i den nærliggende landsby Manieczki, og blev i 1791 borger og æresborger i Śrem.
Byen blev ved  Polens anden deling  annekteret af Preussen i 1793, genvundet af polakker og inkluderet i det kortvarige Hertugdømmet Warszawa i 1807, genannekteret af Preussen i 1815, og fra 1871 var den en del af Tyskland. På trods af tilstrømningen af tyske embedsmænd forblev Śrem en typisk polsk by. Under opstanden i Storpolen (1848) (en) blev der etableret et hospital for polske oprørere i byen, og i de følgende årtier forblev byen et centrum for polsk modstand, og polakker etablerede forskellige organisationer og virksomheder.